# Grupos-Show
El patinaje de show o grupos-show es una modalidad de patinaje artístico sobre ruedas que se practica en grupo y tiene como carácter diferenciador su vertiente de espectáculo. Se trata pues de una coreografía que representa un tema o una historia, que ayudándose de otras disciplinas (como por ejemplo el teatro o la danza) tiene que transmitir esta idea.
La duración de una coreografía de Show tiene que ser de un mínimo de 3'50" y un máximo de 5'10", empezando a contar el tiempo desde que se ejecuta el primer movimiento.
Las competiciones de todas las especialidades de los grupos-show solamente pueden serla por Clubes, nunca de manera individual y/o independiente.

## Historia
La modalidad de Grupos-Show fue por primera vez una modalidad oficial de competición en el Campeonato de Europa de 2000, celebrado en Bolonia; después de llevarse varios años practicando en distintos países.
En España, la modalidad de Grupos-Show, tuvo sus inicios en Cataluña, donde desde 1999 se empiezan a celebrar Campeonatos de Grupos. La modalidad se va expandiendo poco a poco al resto de las comunidades, hasta que la Federación Española de Patinaje decide convocar en 2001 el I Campeonato de España de Grupos-Show, que se celebra el 27 de octubre de 2001 en Salou (Tarragona). Desde entonces solo se ha dejado de celebrar en 2004, año en el que se hizo dicha excepción para adaptar el calendario de la competición nacional con la de la europea, trasladando la fecha del encuentro de octubre a marzo.

## Categorías
A nivel nacional, las competiciones tienen dos categorías:
- Grupos Pequeños: aquellos compuestos por entre seis y doce participantes, más un máximo de dos reservas. La duración del programa será de un mínimo de 4.30 y un máximo de 5 minutos +/- 10 segundos.
- Grupos Grandes: los compuestos por entre dieciséis participantes y treinta y dos participantes, más un máximo de cuatro reservas. La duración del programa será de un mínimo de 4.30 y un máximo de 5 minutos +/- 10 segundos.
- Grupos Cuartetos: compuestos por cuatro patinadores con un máximo de una reserva. Estos deben tener como mínimo 16 años en la temporada vigente. La duración del programa oscilará entre los 3 minutos +/- 10 segundos.

En varios países y en algunas comunidades de España, también existe la categoría de Grupos-Show cadetes y juveniles: entre ocho y dieciséis deportistas en edad cadete (13/14 años en la temporada vigente para los primeros y 16/17 años para los segundos cumplidos en la temporada vigente). La duración del programa oscilará entre los 3.30 minutos +/- 10 segundos. 
En las diferentes especialidades, estos grupos pueden estar formados tanto por hombres como por mujeres. El tiempo empieza a contar con el primer movimiento de un patinador. 
En los grupos-show el patinaje individual y de parejas de artístico no están permitidos. El patinaje en sí será valorado en su conjunto, los saltos con más de una rotación tampoco están permitidos. Sólo están permitidas piruetas altas y bajas sin desplazamiento. 
En cambio, en la categoría de cuartetos, que no deben ser compuestos por dos parejas de artístico o de danza, sino por cuatro patinadores que actúan como grupo. En esta especialidad están permitidos los saltos de una rotación, el Axel, Doble Metz y Doble Salchow. Se permiten todas las piruetas excepto las de clase A.

## Puntuación
Como todas las competiciones de patinaje artístico sobre ruedas, cada actuación es valorada por un grupo de jueces que otorgarán dos puntuaciones: la "A" o "Contenido del programa" y la "B" o "Presentación", en una escala de 0.0 a 10.0. Si las dos puntuaciones son iguales, prevalecerá la puntuación "B". Los resultados se tienen que adaptar al sistema "White".
Los aspectos que se tienen en cuenta en cada una de las puntuaciones son los siguientes:
 'A - Contenido del programa'
- Originalidad
- Dificultades técnicas
- Ritmo
- Coreografía / Construcción del programa
- Utilización del espacio

 'B - Presentación'
- Ideas
- Armonía entre movimientos y música
- Adecuación del vestuario con la naturaleza del programa
- Impresión general (Creatividad)

Tabla de puntuaciones
| Nota      | Descripción         |
| --------- | ------------------- |
| 0.0       | No patinado         |
| 0.1 - 0.9 | Extremadamente malo |
| 1.0 - 1.9 | Muy pobre           |
| 2.0 - 2.9 | Pobre               |
| 3.0 - 3.9 | Defectuoso          |
| 4.0 - 4.9 | Media baja          |
| 5.0 - 5.9 | Mediana             |
| 6.0 - 6.9 | Satisfactorio       |
| 7.0 - 7.9 | Bueno               |
| 8.0 - 8.9 | Muy bueno           |
| 9.0 - 9.9 | Excelente           |
| 10.0      | Perfecto            |

El reglamento de las competiciones indica que los jueces se sientan siempre a lo largo del eje longitudinal de la pista, en una posición elevada, y manteniendo una zona vacía alrededor del jurado.

## Reglamento técnico
La Federación Española de Patinaje establece las siguientes normas para las competiciones de Grupos-Show

### Duración del programa
La duración de una coreografía de Show depende de la categoría y está marcada por la reglamentación técnica anual, empezando a contar el tiempo desde que se ejecuta el primer movimiento. La coreografía debe empezar dentro de los 15 segundos desde que la música haya empezado.
El tiempo de entrada en pista, desde que el Grupo-Show es llamado por megafonía hasta que empieza a sonar la música también está reglamentado y es distinto para cada modalidad.

### Participantes
No se permiten participantes sin patines en un grupo 
Un deportista solo podrá participar en un único programa de cada categoría.
Un Club solo puede presentar un programa en cada categoría.

### Elementos
En las competiciones de Show no se permite el patinaje individual o de parejas como tal, ya que el patinaje es valorado como un conjunto. De esta manera, los saltos con más de una rotación no están permitidos y sólo están permitidas piruetas altas y bajas sin desplazados.
Los elementos o pasos realizados en posición estacionaria están permitidos. Sin embargo, los programas que tienen excesivos movimientos estacionarios recibirán menor valoración.
Una actuación de Grupos-Show no puede incluir más de 4 elementos típicos de precisión. En este cómputo se tendrán en cuenta solamente los círculos y las áspas. No hay limitación en el uso de formaciones en Bloque y en Línea.
Los Grupos-Show deben interpretar en su actuación una música y una idea, de forma que la audiencia y los jueces se percaten de que el tema está en relación con el título de la actuación.
No hay limitación en la elección de la música, pero el patinaje, vestuario, movimientos y demás accesorios o complementos, deben estar en consonancia con la idea, la música y el título del programa escogido.

### Vestuario
En todos los acontecimientos de patinaje sobre ruedas competitivo de Grupos-Show (incluyendo entrenamientos oficiales), los vestuarios de hombres y mujeres deberían estar en consonancia con la música, pero no tendrían que "causar embarazo" a patinadores, jueces o espectadores.
El vestido de las mujeres debe estar hecho de forma que cubra totalmente la parte anterior, caderas y parte posterior. Los tangas están estrictamente prohibidos. La apariencia de desnudez en un vestido, será considerada una violación de las reglas y será penalizado (Esto quiere decir que se debe evitar el uso de material que dé apariencia de desnudez).

### Accesorios
Las máquinas de niebla, focos o decoraciones teatrales no están permitidas, sólo accesorios directamente en armonía con el programa. Los accesorios que se sostengan por sí mismos no están permitidos. Solo se permiten los accesorias mientras estén en uso, se mantengan en contacto con o sujetos por uno o más patinadores. No estará permitido dejar un accesorio sobre la pista. Si los patinadores quieren abandonar los accesorios, los dejarán fuera de la pista, permitiéndose que el entrenador los ayude en caso de necesidad. Mientras los accesorios cumplan con estas normas, no hay ningún otro tipo de restricción en cuanto a tamaño, forma o material usado.

### Restricciones del programa
No se podrá presentar un mismo programa con diferente número de participantes para grupo pequeño y grupo grande en una misma competición.
Un grupo no podrá presentar un mismo programa más de dos años consecutivos o presentar en un mismo año más de un programa en una misma categoría.
Los grupos que se clasifiquen para una competición internacional de Grupos-Show podrán incluir cambios en el programa, pero en ningún caso podrán alterar la estructura básica de éste.